# Set Svanholm

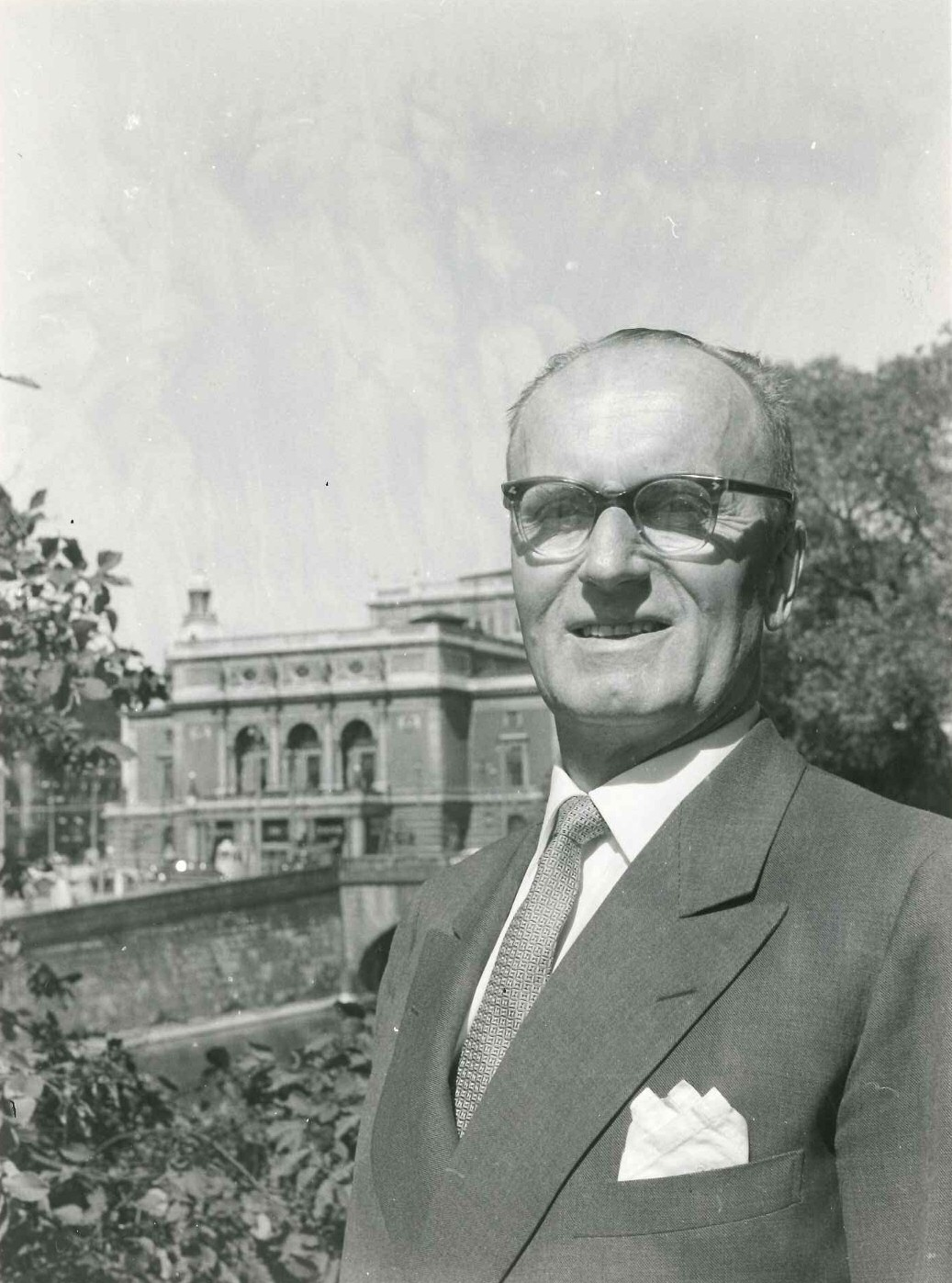
Svanholm in 1960

Set Karl Viktor Svanholm (Västerås, 2 september 1904 - Saltsjö-Duvnäs, 4 oktober 1964) was een Zweeds tenor, en wordt beschouwd als de beste Tristan en Siegfried van het eerste decennium na de Tweede Wereldoorlog.

## Leven en carrière
Svanholm begon zijn muzikale carrière toen hij 17 was als voorzanger, onderwijzer en organist. Vervolgens studeerde hij aan de Koninklijke Universiteit voor Muziek in Stockholm, en nam tegelijkertijd lessen bij de beroemde bariton John Forsell, die ook les gegeven had aan Aksel Schiøtz en Jussi Björling.
Hij maakte zijn debuut als bariton (Stockholm, 1930) als Silvio in I Pagliacci. Hij zong verschillende jaren als bariton. In 1936, na verdere studie, debuteerde hij als tenor in de rol van Radamès in Aida. Zijn eerste Wagnerrollen (Lohengrin en Siegfried) volgden in 1937, samen met Lemminkainen in de première van Lars-Erik Larssons De prinses van Cyprus in datzelfde jaar.
Svanholm zong regelmatig aan de Metropolitan Opera in New York (1945-1956), de Weense Staatsopera (1938-1942) en The Royal Opera House Covent Garden in Londen (1948-1957). In 1956 werd hij directeur van de Koninklijke Zweedse Opera, een positie die hij tot 1963 behield.
In 1957 ontving Svanholm de Zweedse koninklijke onderscheiding Litteris et Artibus.
- Bibsys: 33401
- Biblioteca Nacional de España: XX893560
- Bibliothèque nationale de France: cb13923582t (data)
- CiNii: DA1107258X
- Gemeinsame Normdatei: 131920057
- International Standard Name Identifier: 0000 0001 1021 3075
- Library of Congress Control Number: n83129294
- Nationale Bibliotheek van Letland: 000172485
- MusicBrainz: ae0c1d4a-b25c-4654-8bcc-2aa94adbcd6a
- Nationale Bibliotheek van Tsjechië: xx0165496
- Nationale Bibliotheek van Israël: 987007315263005171
- Nationale en Universitaire bibliotheek Zagreb: 000259568
- Nederlandse Thesaurus van Auteursnamen: 073292044
- Réseau des bibliothèques de Suisse occidentale: 02-A003877992
- LIBRIS: 209223
- SNAC: w68m7wpw
- Système universitaire de documentation: 163911967
- Virtual International Authority File: 12493619
- WorldCat: E39PBJdCvMQKYdvdWwg9BmtMyd